# Qemal Stafa

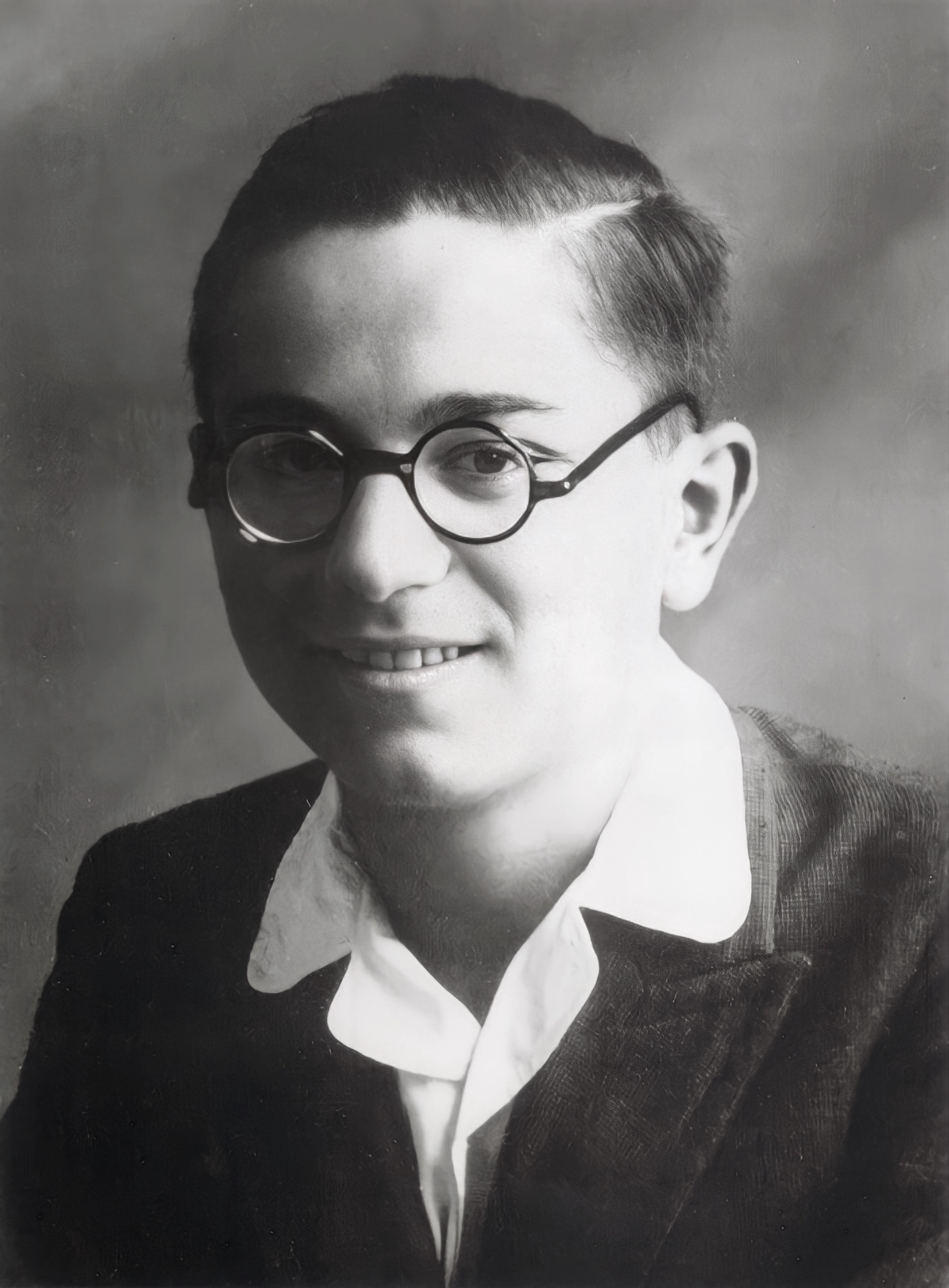
Qemal Stafa

Qemal Stafa (Elbasan, 20 marzo 1920 – Tirana, 5 maggio 1942) è stato un politico albanese.

## Biografia
Fu membro fondatore del Partito Comunista d'Albania e leader del Movimento Giovanile Comunista.
Durante la seconda guerra mondiale fu molto attivo nella propaganda contro le truppe di occupazione dell'Asse. Il 5 maggio 1942 fu assassinato.